# Měchura
Měchura (ženská podoba Měchurová) je české příjmení. V Česku žilo k roku 2017 585 mužů a 610 žen s tímto příjmením. Je odvozeno ze slova Měch stejně tak jako příjmení Měch, Měcháček a Měchýř.
Známí nositelé tohoto příjmení:
- Alois Měchura (1872–1934) – český a československý politik
- Antonín Měchura (* 1951) – bývalý český fotbalista
- Jan Měchura – rozcestník
- Leopold Eugen Měchura (1804–1870) – český právník a hudební skladatel
- Petra Měchurová (* 1976) – česká kadeřnice
- Terezie Měchurová (1807–1860) – žena českého historika a politika Františka Palackého
- Vratislav Měchura (1953–2020) – český moderátor a záhadolog